# 2258 Віїпурі
2258 Віїпурі (2258 Viipuri) — астероїд головного поясу, відкритий 7 жовтня 1939 року.
Тіссеранів параметр щодо Юпітера — 3,366.
Названо на честь Виборга (рос. Выборг, фін. Viipuri, швед. Viborg, нім. Wiborg), 1918—1940 — Віпурі, 1940—1941 — Війпурі, 1941—1944 — Вііпурі) — міста (з 1403 року) в Росії, адміністративного центру Виборзького муніципального району Ленінградської області.